# Al-Kafi

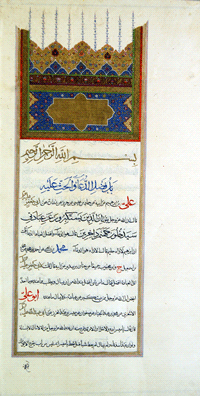
Första sidan i ett handskrivet exemplar av al-Kafi.

Al-Kāfī (arabiska: الكافي, "Den tillräckliga") är en tolv-shiitisk hadith-samling sammanställd av Muhammad ibn Ya'qūb al-Kulaynī. Boken är uppdelad i tre sektioner: (1) Usūl al-Kāfī, som handlar om epistemologi, teologi, historia, etik, åkallan och Koranen, (2) Furūʿ al-Kāfī, som handlar om praktiska och juridiska frågor, och (3) Rawdat al-Kāfī, som inkluderar diverse traditioner, av vilka många är långa brev och tal som överförts från shiaimamerna. Totalt omfattar al-Kāfī 16 199 återberättelser.
Alla traditioner i al-Kafi är inte lika tillförlitliga. Enligt den store imamitiske forskaren Zayn al-Din al-`Amili, känd som al-Shahid al-Thani (911-966 AH/1505-1559 e.Kr.), som undersökte kedjorna för överföring av al-Kafis traditioner, består den av 5072 sahih (autentiska) traditioner, 144 hasan (goda) traditioner, 1118 muwaththaq (verifierade) traditioner, 302 qawi (starka) traditioner och 9485 traditioner som kategoriseras som da'if (svaga).